# Flashpoint (The Rolling Stones)
Flashpoint, pubblicato nel 1991, è un album live dei Rolling Stones registrato durante il Steel Wheels/Urban Jungle Tou 1989/90. L'album contiene due nuovi singoli Highwire e Sex Drive .

## Tracce
Testi e musiche di Jagger/Richards tranne dove indicato.
1. Continental Drift – 0:27
2. Start Me Up – 3:54
3. Sad Sad Sad – 3:33
4. Miss You – 5:55
5. Rock and a Hard Place – 4:51
6. Ruby Tuesday – 3:34
7. You Can't Always Get What You Want – 7:26
8. Factory Girl – 2:48
9. Can't Be Seen – 4:17
10. Little Red Rooster – 5:15 (testo: Dixon)
11. Paint It, Black – 4:02
12. Sympathy for the Devil – 5:35
13. Brown Sugar – 4:10
14. Jumpin' Jack Flash – 5:00
15. (I Can't Get No) Satisfaction – 6:08
16. Highwire – 4:46
17. Sex Drive – 5:05

Durata totale: 76:46
Bonus track
I Just Wanna Make Love To You: versione live pubblicata nel singolo di promozione dell'album Flashpoint insieme al singolo Highwire. Successivamente inserito nel album Rolling Stones Rarities 1971-2003.

## Formazione
- Mick Jagger - voce, chitarra, armonica a bocca
- Keith Richards - chitarra, voce
- Ron Wood - chitarra
- Bill Wyman - basso
- Charlie Watts - batteria

### Altri musicisti
- Chuck Leavell - tastiere, piano
- Bobby Keys - sassofono
- Eric Clapton - chitarra (in Little Red Rooster)
- Lisa Fisher - coro